# Oldsmobile Starfire
Oldsmobile Starfire – samochód osobowy klasy pełnowymiarowej, a następnie klasy kompaktowej produkowany pod amerykańską marką Oldsmobile w latach 1961–1966 i 1974–1979.

## Pierwsza generacja

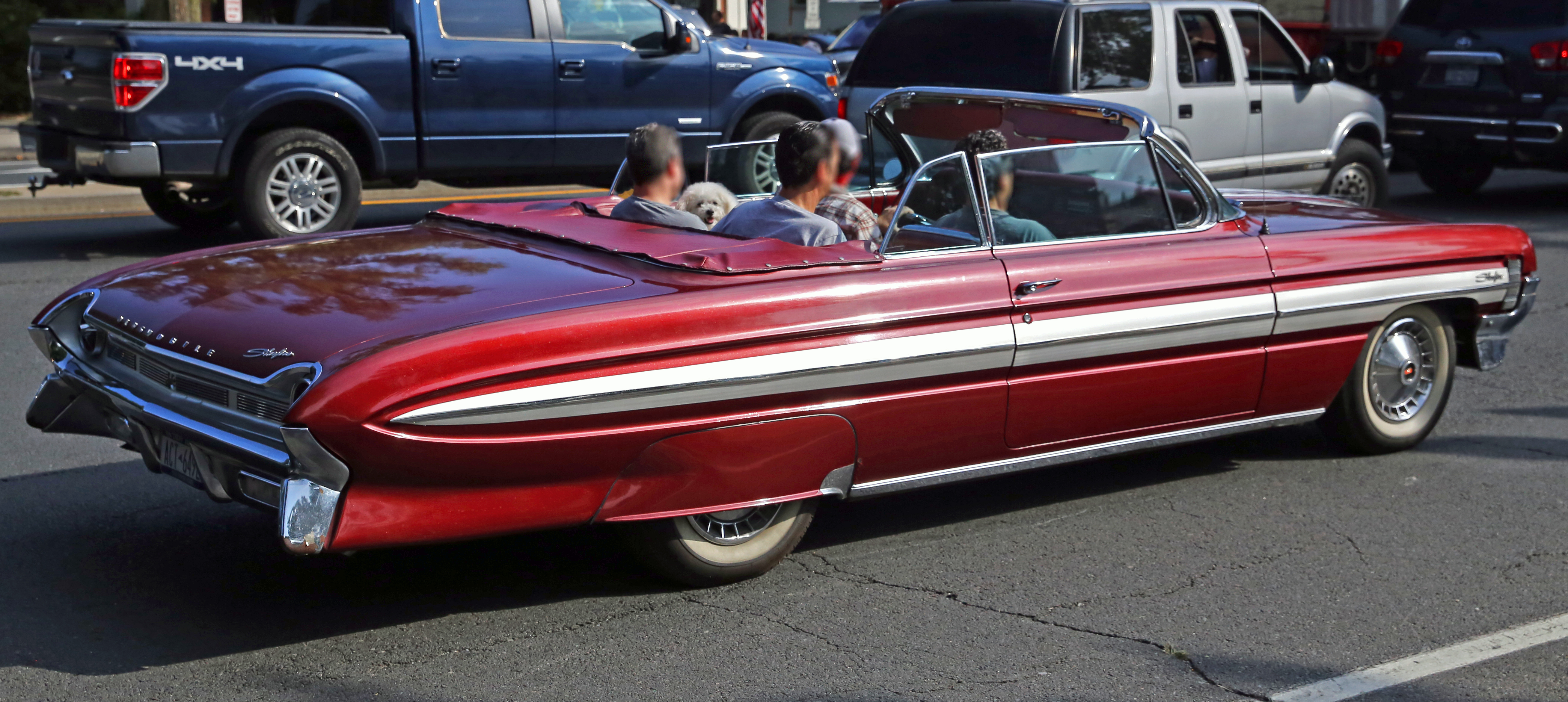
Oldsmobile Starfire I – tył

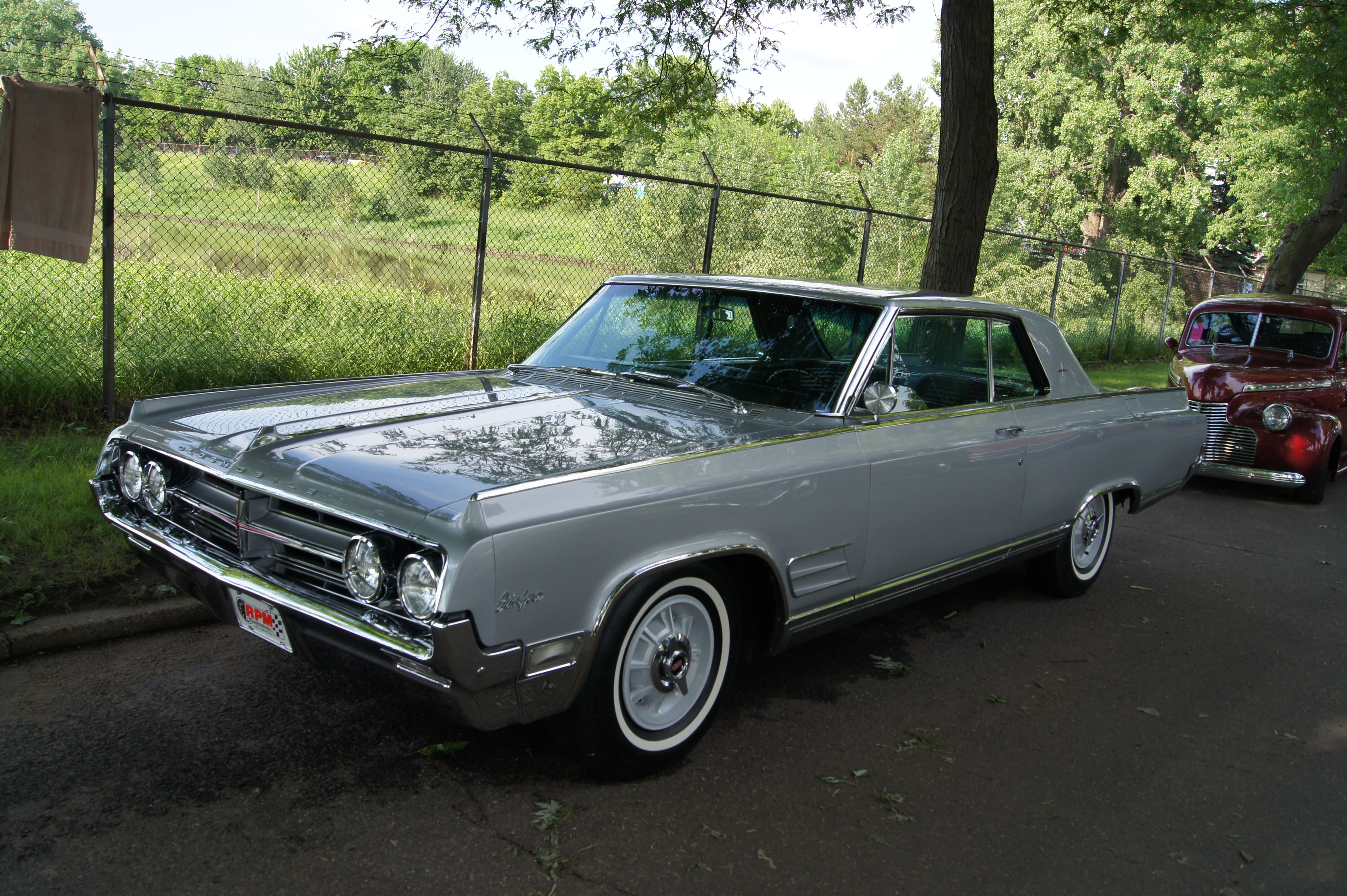
Oldsmobile Starfire I Coupe

Oldsmobile Starfire I został zaprezentowany po raz pierwszy w 1960 roku.
Na początku lat 60. XX wieku Oldsmobile przedstawiło pełnowymiarowy model Starfire, który opracowany został na bazie modeli 88 i 98. 
Samochód uzupełnił ofertę marki jako niszowa, bardziej luksusowa alternatywa dla tamtych konstrukcji, wyróżniając się masywną, kanciastą sylwetką z licznymi chromowanymi akcentami. Pierwsza generacja Oldsmobile Starfire oferowana była wyłącznie jako 2-drzwiowe coupe oraz 2-drzwiowy kabriolet.

### Silniki
- V8 6.5l
- V8 7.0l

### Dane techniczne (V8 6.5)
- V8 6,5 l (6466 cm³), 2 zawory na cylinder, OHV
- Układ zasilania: gaźnik
- Średnica cylindra × skok tłoka: 104,80 mm × 93,70 mm
- Stopień sprężania: 10,25:1
- Moc maksymalna: 350 KM (257 kW) przy 4800 obr./min
- Maksymalny moment obrotowy: 596 N•m przy 3200 obr./min

## Druga generacja

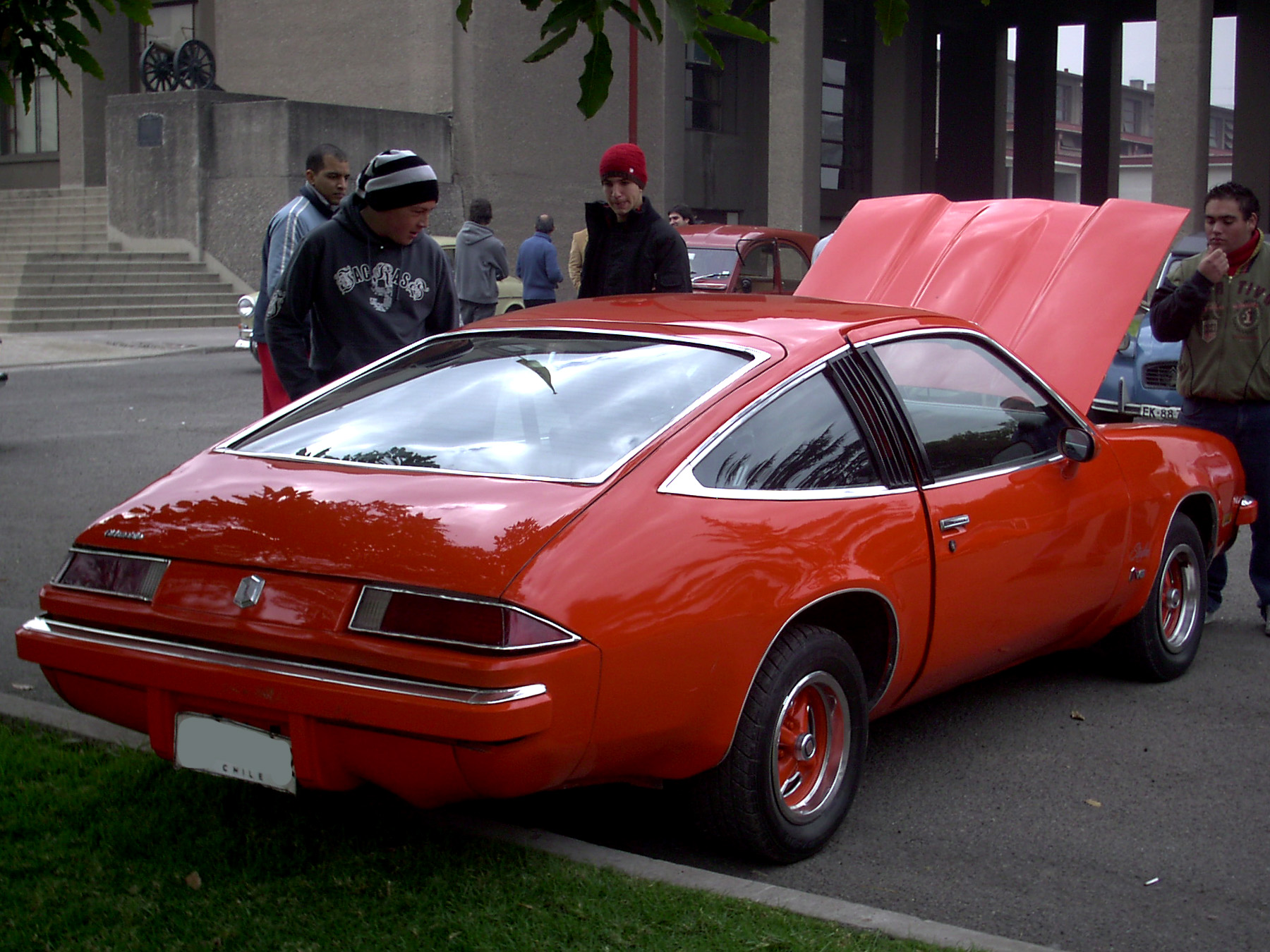
Oldsmobile Starfire II – tył

Oldsmobile Starfire II został zaprezentowany po raz pierwszy w 1974 roku.
Po 8 latach przerwy, Oldsmobile zdecydowało się o przywróceniu do użytku nazwy Starfire na rzecz modelu o zupełnie innej koncepcji niż dotychczas. Tym razem została ona nadana bliźniaczej wersji dla modeli Buick Skyhawk, Chevrolet Monza oraz Pontiac Sunbird zbudowanych w ramach koncernu General Motors na platformie H-body. 
Podobnie jak pozostałe modele, Oldsmobile Starfire drugiej generacji charakteryzował się sportową sylwetką nadwozia z długą maską, nisko poprowadzoną linią okien, łagodnie opadającym tyłem i nisko umieszczonym środkiem ciężkości. Samochód oferowany był zarówno z nadwoziem fastback, jak i coupe. Druga generacja kompaktowych modeli General Motors w przypadku modelu Oldsmobile zyskała inną nazwę – Firenza.

### Silniki
- L4 2.3l L11
- L4 2.5l Iron Duke
- V6 3.8l Buick
- V8 5.0l Chevrolet

### Dane techniczne (R4 2.5)
- R4 2,5 l (2471 cm³), 2 zawory na cylinder, OHV
- Układ zasilania: gaźnik
- Średnica cylindra × skok tłoka: 101,60 mm × 76,20 mm
- Stopień sprężania: 8,2:1
- Moc maksymalna: 85 KM (63 kW) przy 4400 obr./min
- Maksymalny moment obrotowy: 167 N•m przy 2800 obr./min